# Salix matsudana
Salix matsudana är en videväxtart som beskrevs av Gen-Iti Koidzumi. Salix matsudana ingår i släktet viden, och familjen videväxter.

## Underarter
Arten delas in i följande underarter:
- S. m. anshanensis
- S. m. pseudomatsudana

## Bilder

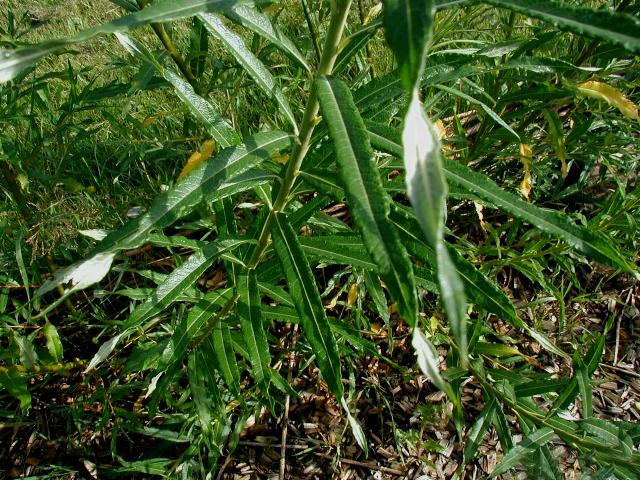
Salix viminalis
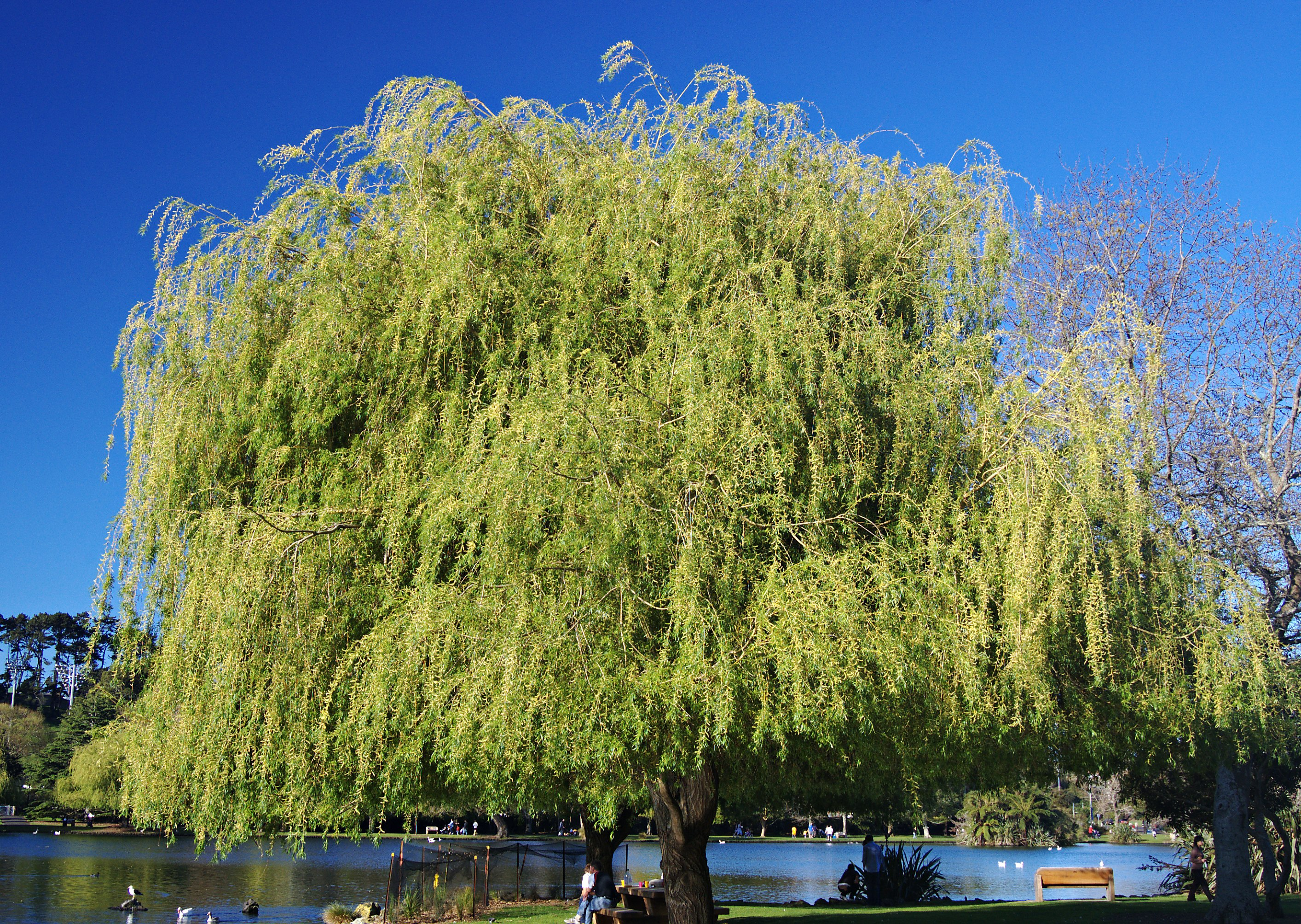
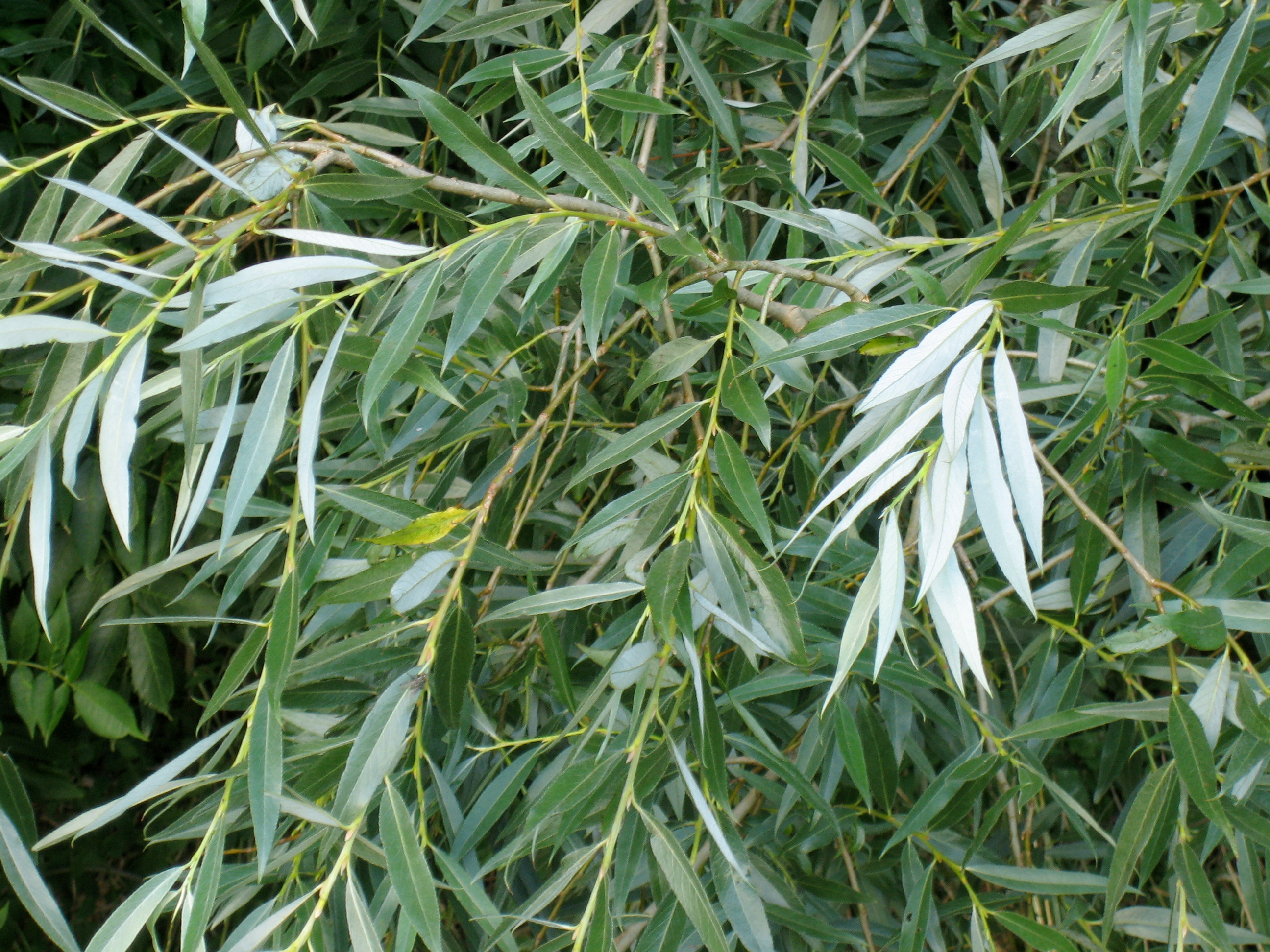
Salix alba
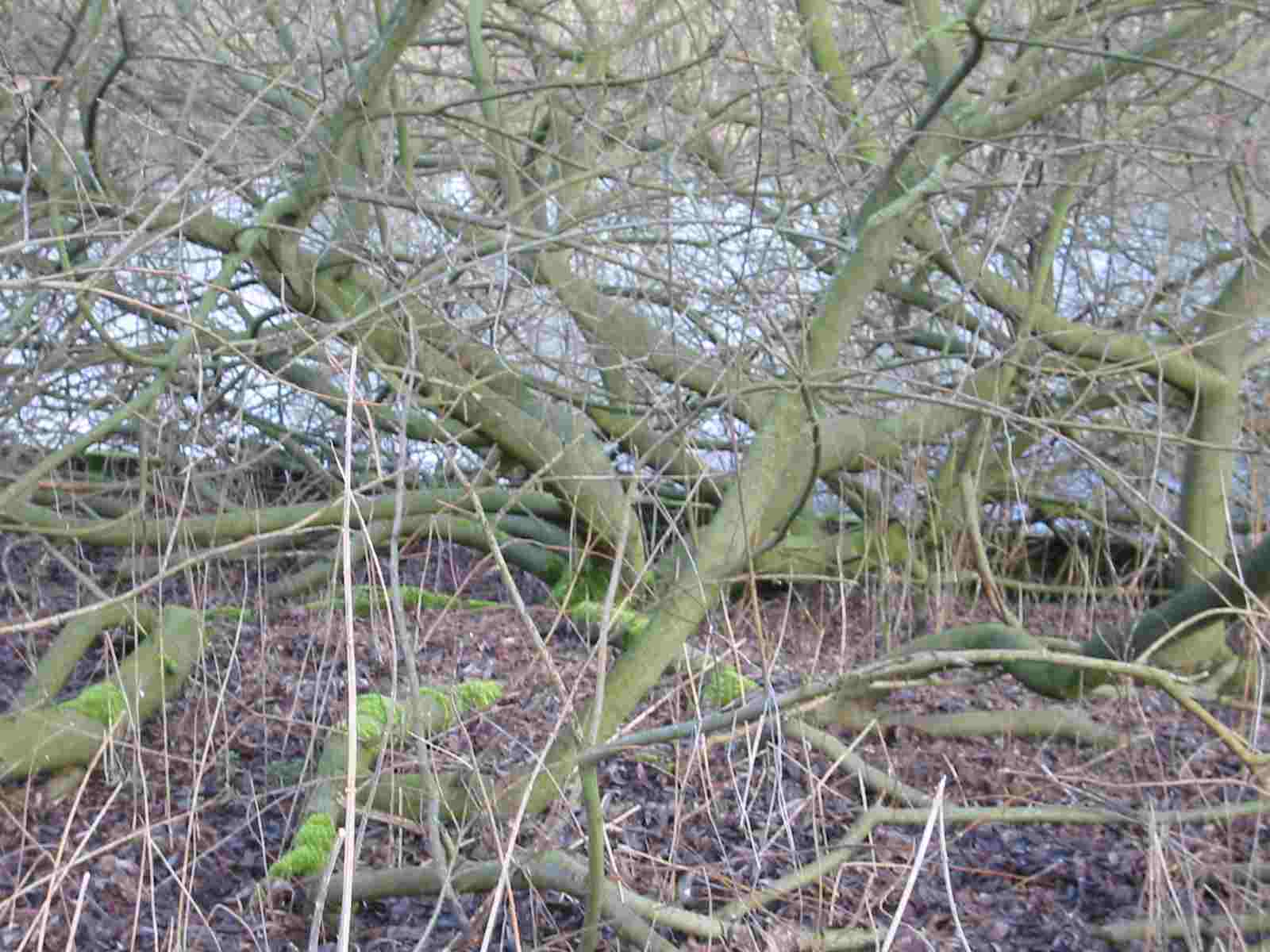
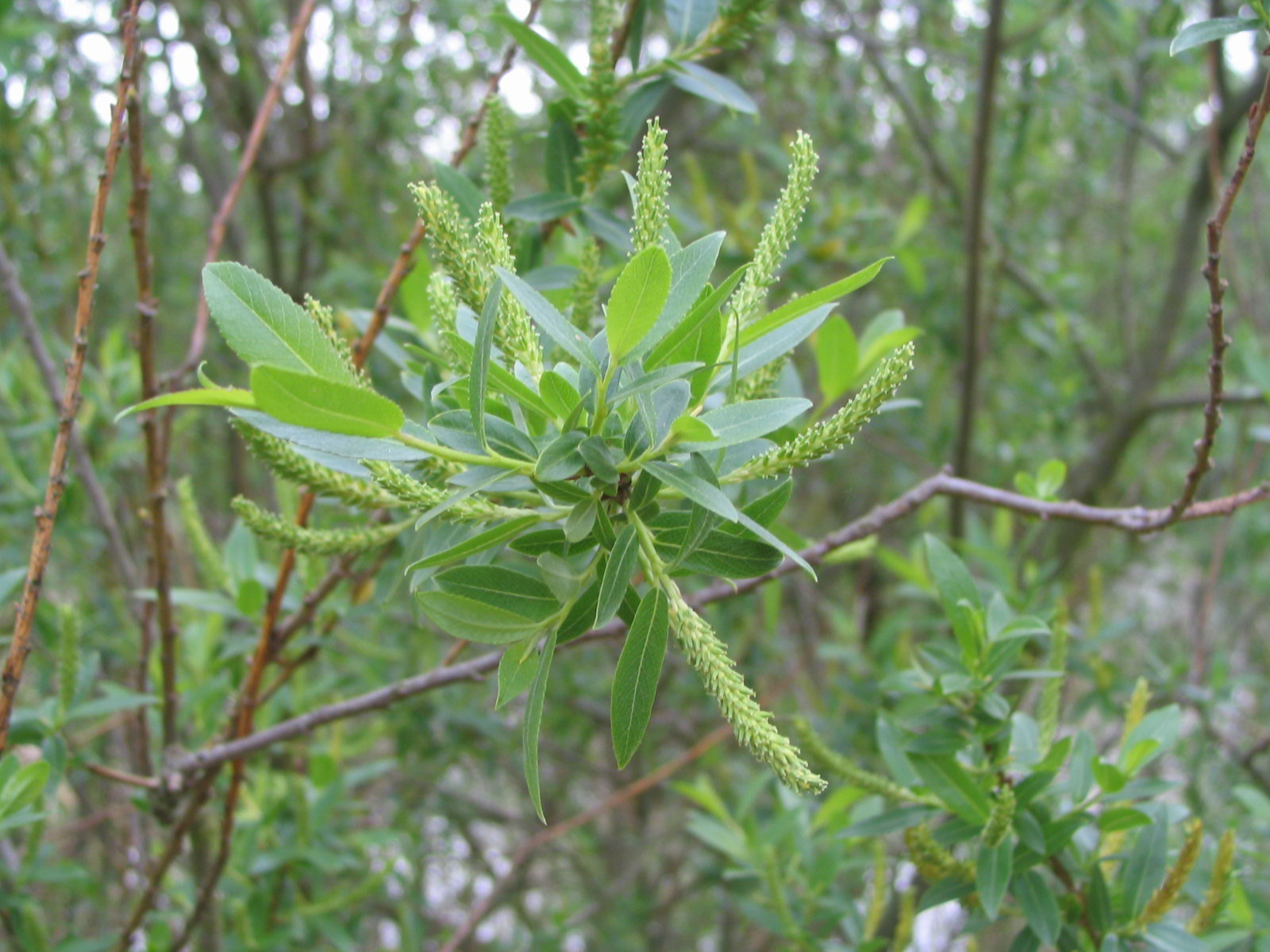
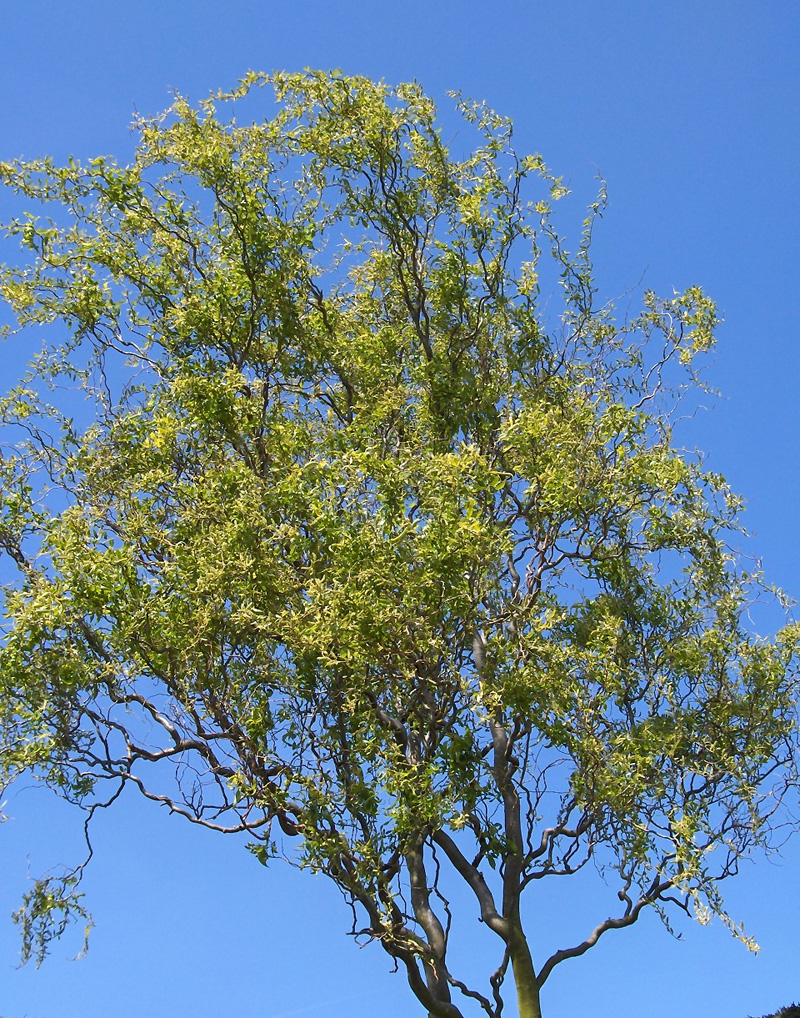
Salix babylonica 'Tortuosa'